# Grão Mogol
Grão Mogol – miasto i gmina w Brazylii, w stanie Minas Gerais.